# Parque nacional Jaragua
El Parque Nacional Jaragua está localizado en la región suroeste de la República Dominicana y enclavado en el procurrente de Barahona. Fue creado el 11 de agosto de 1983 por decreto n.º 1315 y tiene una extensión total de 1374 km², incluyendo 950 km² de superficie marina.  Su topografía está formada por terrazas marinas que parecen escalones de gigantes, y llanos costeros.
Tiene un clima seco estepario con bosque xerófilo con un alto endemismo, destacándose la canelilla (planta con propiedades medicinales) y el guanito. En algunas de sus cayos crecen espectaculares cactus con grandes bromelias epífitas.
A grandes rasgos, se destaca una población alta de vegetación de regeneración lenta, adaptada a la alta variación solar y a la reducida precipitación. La vegetación más común incluye uva de playa, caoba, guayacán, roble y guazábara.
De la avifauna en el parque nacional Jaragua se conocen 130 especies, de las cuales 76 son residentes, 10 endémicas y 47 migratorias.
El parque nacional Jaragua es rico en yacimientos arqueológicos de la época prehispánica. El más antiguo de estos sitios conocidos data del 2590 a. C. y corresponde a asentamientos indígenas avanzados. La máxima expresión de esta cultura indígena se encuentra en los taínos, habitantes de característica agroforestal, dominantes a la llegada de Cristóbal Colón.
Los taínos establecieron cierta división territorial, dividida en cacicazgos, como el cacicazgo de Xaragua en la región suroeste, origen de la denominación de Jaragua dada al área protegida. Dentro del parque existe un número de cavernas como El Guanal, la Cueva La Poza y la Cueva Mongó, que contienen en su interior pictografías, petroglifos y artefactos de esta época.